# Юрасова, Марина Андреевна
Марина Андреевна Юрасова (настоящее имя — Нина, 3 января 1934, Брянск — 28 мая 2016, Санкт-Петербург) — советская и российская актриса.

## Биография
Марина Юрасова родилась в Брянске в 1934 году. Окончила Ленинградскую консерваторию по классу вокала в 1956 году и была принята в Ленинградский театр музыкальной комедии актрисой, где проработала до 1965 года, когда перешла в штат киностудии «Ленфильм» и студии киноактёра.
Дебютная роль в знаменитом фильме-оперетте «Мистер Икс» (1958) с Георгом Отсом, где Марина Юрасова сыграла Теодору Вердье, осталась наиболее ярким и запоминающимся выступлением актрисы на киноэкране.
Похоронена на Смоленском-Православном кладбище.  

## Фильмография
- 1958 — «Мистер Икс» — Теодора Вердье (вокальную партию исполнила Тамара Богданова)
- 1960 — «Случайная встреча» (эст. Juhuslik kohtumine) — Майя, в титрах M.Jurassova (М. Юрассова)
- 1961 — «Две жизни» — сестра милосердия (нет в титрах)
- 1967 — «Туманность Андромеды» — Ингрид Дитра, член экипажа звездолёта
- 1968 — «Ошибка Оноре де Бальзака» — Зарицкая
- 1969 — «Почтовый роман» — Ольга
- 1969 — «Рокировка в длинную сторону» — дама в ложе оперы
- 1969 — «Сокровища пылающих скал» — Нина Андреевна Юрасова, профессор, тетя Феди, (указана как Нина Андреевна Юрасова)
- 1970 — «Угол падения» — Мария Дмитриевна, приятельница Виктории Федоровны
- 1970 — «Ференц Лист. Грёзы любви» (венг. Szerelmi almok - Liszt; Венгрия, СССР) — Мария Павловна, сестра императора Николая I
- 1971 — «Прощание с Петербургом» — Елена Игнатьевна (нет в титрах)
- 1972 — «Длинная дорога в короткий день» — Нина Павловна Орлова
- 1973 — «Крах инженера Гарина» — Манцева (нет в титрах)
- 1973 — «Опознание» — женщина в зале суда
- 1973 — «Чёрный капитан» — Софья Ромуальдовна, мать Гали, сестра Стася Турского
- 1973—1977 — «Блокада» — эпизод
- 1974 — «В то далёкое лето…» — Татьяна, мать Ларисы
- 1974 — «Последний день зимы» — эпизод
- 1975 — «Звезда пленительного счастья» — дама на венчании (нет в титрах)
- 1975 — «Полковник в отставке» — мать юного рабочего Андрея на родительском собрании (нет в титрах)
- 1975 — «Прошу слова» — гостья на свадьбе
- 1976 — «Обычный месяц» — секретарь Смердова
- 1976 — «Строговы», 1−3, 5−6 серии — Палашка
- 1977 — «Ждите меня, острова!» — Зоя
- 1977 — «Золотая мина» — Петрова, главный врач больницы
- 1977 — «Открытая книга» — учительница
- 1978 — «Дом строится» — секретарь директора проектного института
- 1978 — «Комиссия по расследованию» — Зинаида, жена Мадояна
- 1978 — «Летучая мышь»  — гостья на балу (в титрах — Н. Юрасова)
- 1978 — «Уходя — уходи» — женщина в электричке
- 1979 — «Бабушкин внук» — соседка
- 1979 — «Вернёмся осенью» — будущая теща Кузьмина (нет в титрах)
- 1979 — «Крутой поворот» — свидетельница, в титрах Н. Юрасова
- 1979 — «Под липой»
- 1980 — «Благочестивая Марта» — дама, (нет в титрах)
- 1981 — «Личная жизнь директора» — Марья Андреевна, секретарь Николая Петровича
- 1981 — «Правда лейтенанта Климова» — Галина Георгиевна (в титрах — Н. Юрасова)
- 1981 — «Семь счастливых нот»
- 1981 — «Сильва» — дама в варьете, (нет в титрах)
- 1982 — «Голос» — эпизод
- 1982 — «Государственная граница. Восточный рубеж» (бел. Усходні рубеж, фильм 3) — Ольга, жена эмигранта
- 1982 — «Долгая дорога к себе» — эпизод
- 1982 — «С тех пор, как мы вместе» — сотрудница института
- 1982 — «Шапка Мономаха» — бабушка Шубина
- 1983 — «Клятвенная запись» — Екатерина II
- 1983 — «Место действия» — член худсовета
- 1983 — «Обрыв» — мать Викентьева
- 1983 — «Приключения Шерлока Холмса и доктора Ватсона: Сокровища Агры» — миссис Бёрстон, экономка Бартоломью (в титрах — Н. Юрасова)
- 1983 — «Средь бела дня…» — женщина в очереди, «бабуся»
- 1983 — «Уникум» — член худсовета (нет в титрах)
- 1983—1984 — «Чокан Валиханов» — Ирина Капустина
- 1984 — «И вот пришёл Бумбо…» — гостья/зрительница в цирке (нет в титрах)
- 1984 — «Предел возможного» — секретарь Рокотова
- 1984 — «Преферанс по пятницам» — врач-патологоанатом
- 1984 — «Три процента риска» — Людмила Петровна, жена Капчинского
- 1984 — «Челюскинцы» — Рая Ткач
- 1985 — «Снегурочку вызывали?» — работница театра
- 1986 — «Я — вожатый форпоста» — эпизод
- 1988 — «Жизнь Клима Самгина» — эпизод
- 1988 — «Эсперанса» (СССР, Мексика) — эпизод
- 1988 — «Опасный человек» — секретарь Марья Степановна
- 1988 — «Полет птицы» — рабочая
- 1988 — «Предлагаю руку и сердце» — ассистентка режиссёра
- 1989 — «Дон Сезар де Базан»
- 1989 — «Женитьба Бальзаминова» — эпизод
- 1989 — «То мужчина, то женщина» — эпизод
- 1991 — «Жена для метрдотеля» — дежурная в гостинице
- 1991 — «Счастливые дни» — хозяйка квартиры
- 1992 — «Две дуэли» — графиня
- 1993 — «Счастливый неудачник» — жена арестованного
- 1993 — «Тараканьи бега» — эпизод
- 1994 — «Колечко золотое, букет из алых роз» — женщина на поминках
- 1994 — «Роман императора» — княгиня Е. К. Воронцова
- 2000 — «Воспоминания о Шерлоке Холмсе» — экономка миссис Берстон (в титрах Н. Юрасова)